# Norbert Trieloff
Norbert Trieloff (* 24. August 1957 in Rostock) ist ein ehemaliger deutscher Fußballspieler.

## Sportliche Laufbahn

### SG-/Club-Stationen
Er gehörte seit 1972 dem BFC Dynamo an, zu dem er von der SG Dynamo Rostock Mitte delegiert worden war. Mit den Weinroten, für die er Ende 1974 in der Oberliga debütierte, gewann Trieloff unter Trainer Jürgen Bogs zehnmal in Folge den DDR-Meistertitel – wobei er durch seinen Wechsel innerhalb Ost-Berlins zum Zeitpunkt des letzten Titels im Frühjahr 1988 schon nicht mehr dem BFC angehörte und in dieser Saison auch kein Punktspiel mehr für die 1. Mannschaft des Serienchampions bestritten hatte.
Für den BFC Dynamo absolvierte Trieloff seit der Spielzeit 1974/75 insgesamt 246 Oberligaspiele, in denen er 13 Tore erzielte. Von November 1987 bis zum Saisonende 1988/89 spielte der Facharbeiter für Gastronomie noch 35-mal (ein Treffer) für den 1. FC Union Berlin in der höchsten ostdeutschen Spielklasse.

### Auswahleinsätze
Mit der DDR-Juniorennationalmannschaft nahm Norbert Trieloff 1975 sowohl im Frühjahr in der Schweiz am UEFA-Juniorenturnier, der inoffiziellen Europameisterschaft, als auch im Sommer an den Jugendwettkämpfen der Freundschaft in Nordkorea teil. 1976 konnte er sich mit seinen Teamkameraden nicht für die Endrunde des Juniorenturniers der UEFA qualifizieren.
Bei der Nachwuchself der DDR gehörte er zum Kader jener Jahrgänge, die 1978 und 1980 bei den U-21-Europameisterschaften das Finale erreichten, aber die Endspiele, in denen Stammlibero Trieloff fehlte, nicht für sich entscheiden konnten. Insgesamt spielte der BFC-Verteidiger in 23 Partien für die U-21 des DFV und traf 1978 in Schwedt beim 4:0-Sieg gegen die Niederlande.
Norbert Trieloff gewann bei den Olympischen Spielen 1980 in Moskau mit der DDR-Olympiaauswahl die Silbermedaille im Fußballturnier. Mit seinen Mannschaftskameraden wurde er im selben Jahr mit dem Vaterländischen Verdienstorden in Bronze ausgezeichnet. Auch für die Spiele 1984 hatte sich die DDR-Olympiaelf, in der Trieloff insgesamt 16 Partien bestritt, qualifiziert, trat aber im Zuge des Olympiaboykotts in Los Angeles nicht an.
Die 1,79 Meter große Defensivkraft wurde von Ende 1980 bis Herbst 1984 in 18 A-Länderspielen der DDR-Nationalmannschaft eingesetzt. Sein Debüt gab er am 19. November 1980 in Halle (Saale) gegen Ungarn. Zum letzten Mal spielte er am 12. September 1984 gegen Griechenland in Zwickau für die Elf. In der B-Auswahl wurde er von den DFV-Trainern dreimal aufgeboten.

## Weiterer Werdegang
Mittlerweile betreibt er eine Praxis für Physiotherapie in Hamm (Westfalen).